# Molières-Cavaillac
Molières-Cavaillac – miejscowość i gmina we Francji, w regionie Oksytania, w departamencie Gard.
Według danych na rok 1990 gminę zamieszkiwało 705 osób, a gęstość zaludnienia wynosiła 91 osób/km² (wśród 1545 gmin Langwedocji-Roussillon Molières-Cavaillac plasuje się na 426. miejscu pod względem liczby ludności, natomiast pod względem powierzchni na miejscu 869.).